# Luigi Poggi
Luigi Poggi   (Gènova, 11 de març de 1906 - Gènova, 19 de novembre de 1962) va ser un regatista italià, vencedor d'una medalla olímpica. Era germà del també regatista Enrico Poggi.
El 1936 va prendre part en els Jocs Olímpics d'Estiu de Berlín, on va guanyar la medalla d'or en la competició de 8 metres, a bord de l'Italia, del programa de vela. Una vegada finalitzada la Segona Guerra Mundial va participar en els Jocs de Londres de 1948, on fou vuitè en la competició de Classe 6 metres.